# Perçem, Refahiye
Perçem là một xã thuộc huyện Refahiye, tỉnh Erzincan, Thổ Nhĩ Kỳ. Dân số thời điểm năm 2010 là 46 người.